# Nothaphoebe havilandii
Nothaphoebe havilandii är en lagerväxtart som beskrevs av James Sykes Gamble. Nothaphoebe havilandii ingår i släktet Nothaphoebe och familjen lagerväxter. Inga underarter finns listade i Catalogue of Life.